# Álvaro Elizalde
Álvaro Antonio Elizalde Soto (Talca, 15 de octubre de 1969) es un abogado y político chileno, actualmente ejerce el cargo de ministro del Interior bajo el gobierno del presidente Gabriel Boric, desde el 4 de marzo de 2025. Anteriormente, se desempeñó como ministro secretario general de la Presidencia de Chile (Segpres) entre abril de 2023 y marzo de 2025.
Militante del Partido Socialista (PS), ocupó el cargo de secretario general del partido entre 2010 y 2014, y posteriormente fue presidente del mismo entre 2017 y 2022. Durante el primer gobierno de Michelle Bachelet, se desempeñó como superintendente de Seguridad Social entre diciembre de 2008 y marzo de 2010. En el segundo mandato de Bachelet, fue nombrado ministro Secretario General de Gobierno, cargo que ejerció desde marzo de 2014 hasta mayo de 2015.
En marzo de 2018, asumió como senador de la República en representación de la Circunscripción n° 9, correspondiente a la Región del Maule, para el periodo legislativo 2018-2026. El 11 de marzo de 2022, fue elegido presidente del Senado, cargo que ocupó hasta el 11 de marzo de 2023. Renunció anticipadamente el 19 de abril de 2023 para asumir como ministro secretario general de la Presidencia, en reemplazo de Ana Lya Uriarte, quien presentó su renuncia por motivos de salud.
El 4 de marzo de 2025, asumió como ministro del Interior y Seguridad Pública, tras la renuncia de Carolina Tohá, quien decidió postularse a la presidencia de la República en representación de su partido, el PPD.

## Biografía

### Familia
Nació en Talca el 15 de octubre de 1969, hijo de María Eugenia Soto Albornoz y de Antonio Elizalde Hevia, académico y exrector y rector emérito de la Universidad Bolivariana de Chile, investigador y quien fuera consultor independiente de organismos internacionales como UNICEF, PNUD o CEPAL, además de militante del Partido Socialista y fundador de la Izquierda Cristiana (IC).

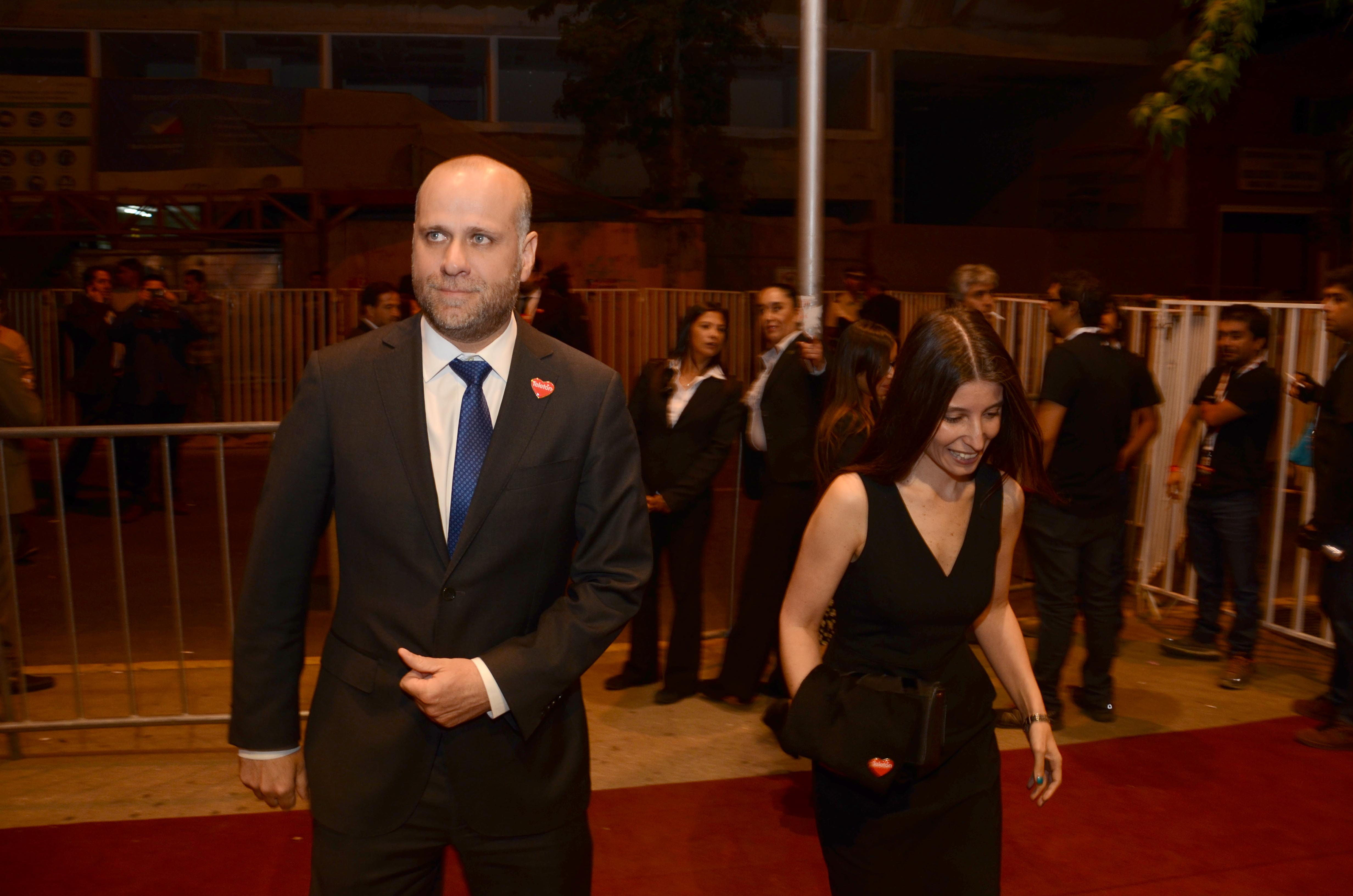
Elizalde y su esposa Patricia Roa en noviembre de 2014.

Está casado con la militante socialista Patricia Paola Roa Ramírez (n. 1970), abogada dedicada a materias laborales que se ha desempeñado como asesora en la Central Unitaria de Trabajadores (CUT) en 1994; asesora del Ministerio del Trabajo y Previsión Social y del Ministerio Secretaría General de Gobierno, durante el gobierno del presidente Eduardo Frei Ruiz-Tagle entre 1994 y 1999; oficial de Programación de la Organización Internacional del Trabajo (OIT) desde 2007 y como presidenta de la Fundación Trabajo para un Hermano, en 2017. Fue además durante el gobierno de Ricardo Lagos, secretaria ejecutiva de la Comisión Bicentenario entre 2000 y 2006. Con su cónyuge es padre de dos hijos: María José y José Ignacio, ambos estudiantes de derecho y militantes socialistas.

### Estudios y vida laboral
Realizó sus estudios primarios y secundarios, primero en el Colegio Francisco de Miranda y después en el Instituto de Humanidades Luis Campino de Santiago, del cual egresó en 1986. En 1987, continuó los superiores en la Facultad de Derecho de la Universidad de Chile, donde se licenció en ciencias jurídicas y sociales con la memoria: Compendio Alfabético de varias Reales Cedulas y Orns. expedidas p.a. el Govierno de America que no se hallan inclusas en la Recopilación de Indias formado pra su uso privado por el Señor Don José de Rezabal y Ugarte Regente de la R.l. Audiencia de Chile. Edición, índices y estudio. Se tituló de abogado el 31 de enero de 2006. Posteriormente, cursó un máster en derecho constitucional en la Pontificia Universidad Católica (PUC).

### Vida personal
En 1983 en formó parte de la "Brigada Juvenil de Bomba Israel", brigada dependiente de la quinta compañía de bomberos de ñuñoa. Desde el 30 de octubre de 1986, formó parte de las filas de la compañía como voluntario activo hasta el año 1991. Quinta Compañía CBÑ.
Es sobrino de Máximo Elizalde, jugador del equipo de fútbol Rangers de Talca durante la década de 1970.

## Carrera política

### Presidente de la FECh y de la Juventud Socialista
Inició su actividad política durante sus años de estudiante en la Facultad de Derecho de la Universidad de Chile, donde fue, en el año 1989, vicepresidente del Centro de Estudiantes y presidente de la Federación de Estudiantes de la Universidad de Chile (FECh) en el periodo 1993-1994.
Militó en la Izquierda Cristiana hasta que un grupo de militantes se integró oficialmente, en 1990, al Partido Socialista (PS), entre ellos el exdiputado Luis Maira. En el partido, asumió como presidente de la Juventud Socialista (JS) en 1997, y entre 1999 y 2004 fue presidente de la Unión Internacional de Juventudes Socialistas (UIJS/IUSY).
Paralelamente, en 1994, con 25 años, fue uno de los asesores más jóvenes en llegar a La Moneda. Fue asesor con el entonces ministro del Interior Germán Correa (PS), como jefe de Gabinete y asesor jurídico de la Subsecretaría de Desarrollo Regional (Subdere) y en el Área de Relaciones Institucionales del entonces Instituto de Normalización Previsional (INP).

### Candidatura a diputado
En las elecciones parlamentarias de 2001, fue candidato a diputado por en el distrito n° 28, correspondiente a las comunas de Lo Espejo, Pedro Aguirre Cerda y San Miguel, de la Región Metropolitana de Santiago, en representación de su partido, dentro del pacto «Concertación por la Democracia». Obtuvo 28 058 votos, equivalentes al 18.94% de los sufragios, siendo derrotado por el dirigente sindical demócrata cristiano Rodolfo Seguel, lo cual le provocó problemas económicos.

### Superintendente de Seguridad Social
En 2005, durante el gobierno del presidente Ricardo Lagos, fue nombrado como subdirector de la Superintendencia de Seguridad Social, y el 1 de diciembre de 2008 asumió como superintendente de Seguridad Social, durante el primer gobierno de la presidenta Michelle Bachelet, cargo que ejerció hasta el 11 de marzo de 2010.
Fue durante ese período que también compartió labores en el gobierno con su cónyuge Patricia Roa, quien desde 2000 hasta 2005 fue asesora el entonces ministro del Interior, José Miguel Insulza; y luego, jefa de Asesores en el Ministerio de Desarrollo Social, del gobierno de Bachelet entre 2006 y 2007.

### Vicepresidencia y Secretaría General del Partido Socialista
Tras dejar el gobierno, se postuló a la presidencia del partido como representante de la corriente «tercerista» pero fue derrotado por el representante del sector "Nueva Izquierda", Osvaldo Andrade, y debió disputarse la secretaría general con Fulvio Rossi, quien finalmente la obtuvo. Ante dicha derrota, asumió en el cargo de primer vicepresidente del Partido Socialista. En 2013 se repostuló a la dirección del partido, y esta vez logró asumir como secretario general de la colectividad con una votación muy alta.

### Campaña de Michelle Bachelet y ministro Secretario General de Gobierno

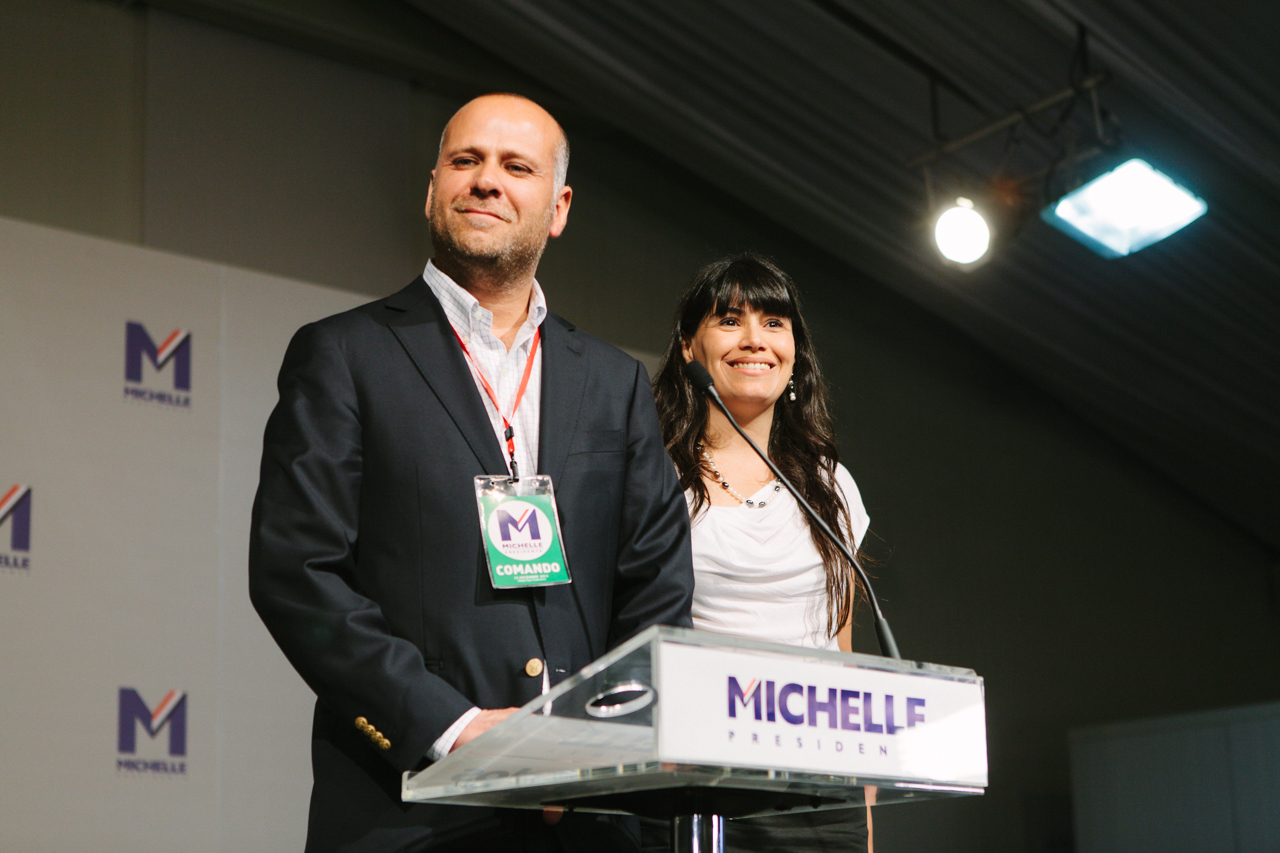
Álvaro Elizalde junto a Javiera Blanco en 2013.

En 2013 fue nombrado como jefe de Comunicaciones de la candidatura presidencial de su compañera de partido, Michelle Bachelet. Luego de su victoria electoral, la entonces presidenta electa Michelle Bachelet anunció el 24 de enero de 2014, que sería el ministro titular de la Secretaría General de Gobierno de su segundo gobierno, asumiendo el cargo el 11 de marzo de 2014.
Como ministro de Estado, le tocó encabezar el Ministerio frente a temas contingentes, tales como el sismo de 2014 en el norte del país, el temporal e inundaciones (también en el norte), la reforma al Sistema Electoral, la reforma al Sistema Educacional y la tramitación de la ley que creó el Acuerdo de Unión Civil.

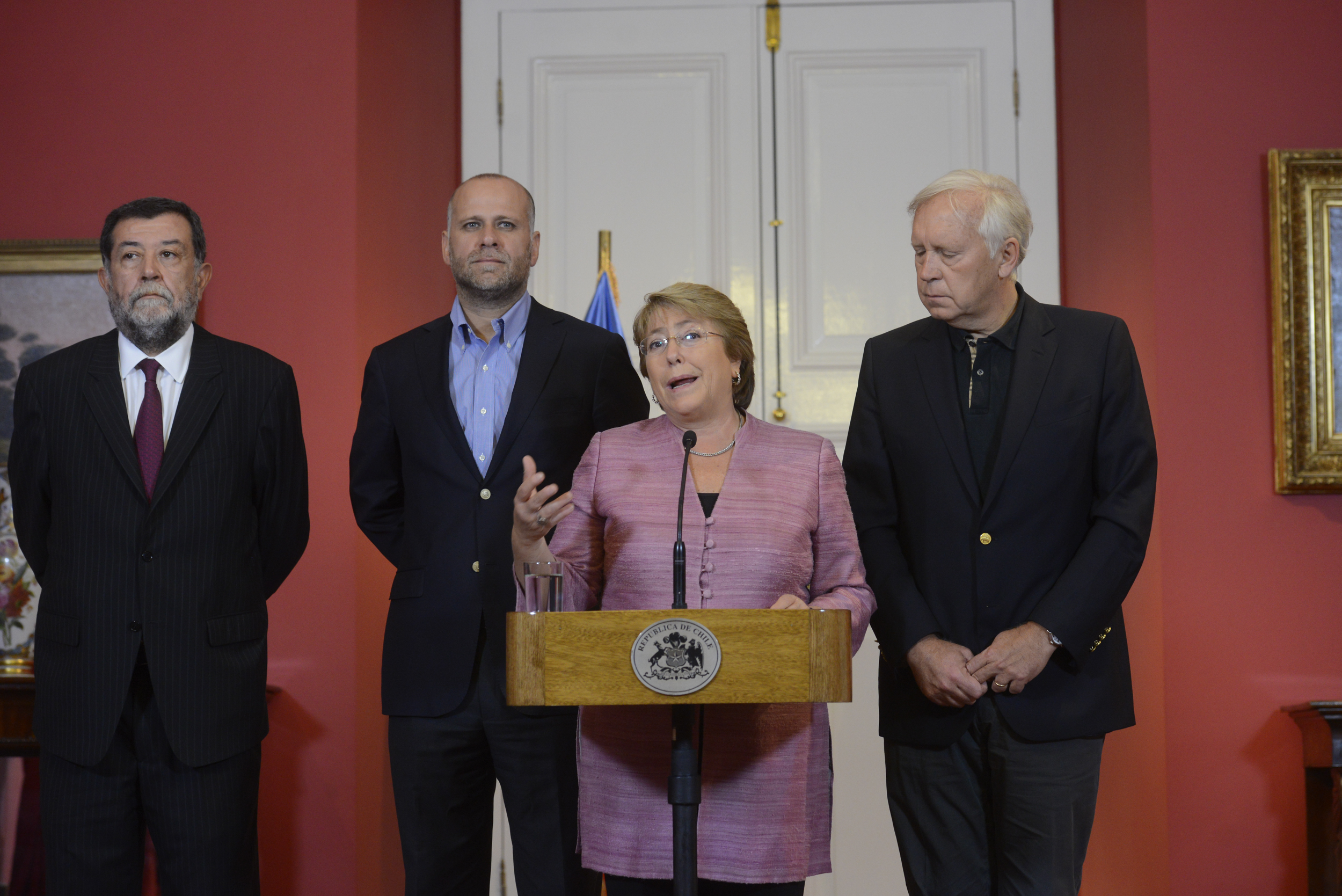
Presidenta Bachelet junto a Ministros Álvaro Elizalde, Jorge Burgos y Subsecretario Mahmud Aleuy.

Otra de sus labores fue realizar la intervención de Chile en la Cumbre Extraordinaria de Jefas y Jefes de Estado y de Gobierno G77+China que se llevó a cabo en Bolivia en junio de 2014. En agosto del mismo año se dedicó al manejo mediático de los casos de atentados explosivos contra comisarías de Carabineros.
Fue removido de su cargo como el 11 de mayo de 2015, en el marco del ajuste que Bachelet realizó a su equipo político. En junio de 2015 asumió como presidente del Instituto Igualdad, think tank del Partido Socialista, en reemplazo de Camilo Escalona.

### Presidente del Partido Socialista
En las elecciones internas del Partido Socialista de marzo de 2017, su lista «Unidad Socialista» ganó las elecciones, siendo elegido como presidente del partido, al vencer en los comicios al alcalde de la comuna de Independencia, Gonzalo Durán. Cuando recién asumió la mesa directiva, el PS a través del Comité Central, proclamó al senador independiente Alejandro Guillier como la candidato en vez del exjefe de Estado, Ricardo Lagos, lo cual generó la molestia de los sectores que apoyaban a Lagos, cuestión que Elizalde debió enfrentar.
Durante ese mismo año logró en las elecciones parlamentarias para su partido el comité y la bancada senatorial más grande de la exNueva Mayoría, aun cuando fue derrotado el candidato presidencial de su sector.
En dicho rol le correspondió concretar el primer encuentro formal con el partido Revolución Democrática (RD) en la nueva legislatura 2018-2022.

### Senador

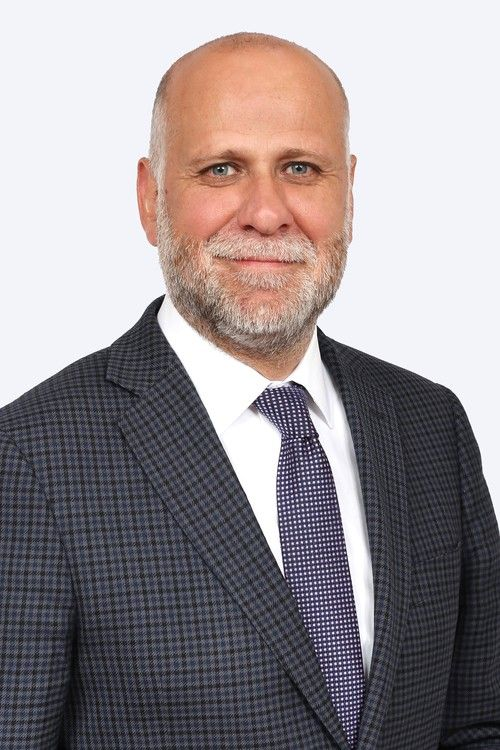
Álvaro Elizalde como senador en 2022.

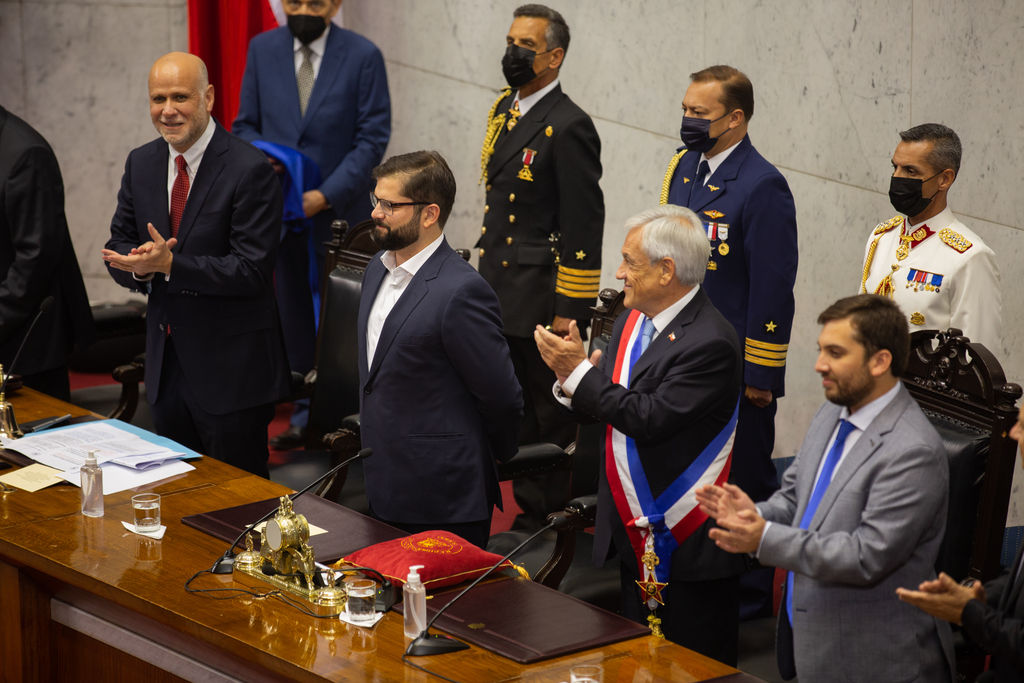
Álvaro Elizalde como presidente del Senado durante el traspaso de mando presidencial de Sebastián Piñera a Gabriel Boric, el 11 de marzo de 2022.

En junio de 2017, inscribió su candidatura por un cupo en el Senado de la República, por su partido, asociado al pacto «La Fuerza de la Mayoría», en representación de la Circunscripción 9, Región del Maule, para el periodo 2018-2026. En las elecciones parlamentarias de noviembre de ese año, obtuvo 61 828 votos, equivalentes al 8,36% de los sufragios, con lo que resultó electo. Asumió el 
cargo el 11 de marzo de 2018, y desde el 21 de marzo de ese año integró las comisiones permanentes de Agricultura, hasta el 10 de marzo de 2022; la de Economía y de Defensa Nacional, hasta el 3 de abril de 2019, y posteriormente entre el 23 de marzo de 2021 y el 9 de marzo de 2022. También formó parte de la comisión permanente de Minería y Energía, entre el 20 de marzo de 2019 y el 18 de marzo de 2021. A contar del 18 de marzo de 2020, presidió las comisiones permanentes de Economía, hasta el 10 de marzo de 2022; y la de Agricultura, hasta el 15 de abril de 2020. Desde el 11 de marzo de 2022, integra y preside la comisión permanente de Régimen Interior.
En esa misma fecha, asumió la presidencia del Senado, siendo su mesa directiva integrada por la senadora Luz Ebensperger (UDI) como vicepresidenta de la corporación. En esa ocasión, le tocó traspasar la banda presidencial a Gabriel Boric, elegido como presidente de la República en la elección de noviembre y diciembre de 2021.

#### Labor parlamentaria
Entre las mociones que ha presentado, se encuentra aquella que declara el mes de octubre como el «Mes Nacional de la Ciberseguridad». También intervino defendiendo la consagración constitucional del derecho a la protección de datos personales, celebrando el hecho de que ese derecho se haya incorporado como parte del número 4.º del artículo n° 19 de la Constitución Política hace que sea susceptible del recurso de protección.

## Historial electoral

### Elecciones parlamentarias de 2001
- Elecciones parlamentarias de 2001, candidato a diputado por el distrito 28 (Lo Espejo, Pedro Aguirre Cerda y San Miguel, en la Región Metropolitana de Santiago)[46]

### Elecciones parlamentarias de 2017
- Elecciones parlamentarias de 2017, candidato a senador por la Circunscripción 9, Región del Maule (Cauquenes, Chanco, Colbún, Constitución, Curepto, Curicó, Empedrado, Hualañé, Licantén, Linares, Longaví, Maule, Molina, Parral, Pelarco, Pelluhue, Pencahue, Rauco, Retiro, Río Claro, Romeral, Sagrada Familia, San Clemente, San Javier, San Rafael, Talca, Teno, Vichuquén, Villa Alegre, Yerbas Buenas)[47]